# (164130) Jonckheere
(164130) Jonckheere est un astéroïde de la ceinture principale.

## Description
(164130) Jonckheere est un astéroïde de la ceinture principale. Il fut découvert le 18 décembre 2003 à Uccle par Thierry Pauwels et Peter De Cat. Il présente une orbite caractérisée par un demi-grand axe de 2,89 UA, une excentricité de 0,10 et une inclinaison de 1,9° par rapport à l'écliptique.

## Compléments